# Леднев, Богдан Сергеевич
Богда́н Серге́евич Ле́днев (укр. Богдан Сергійович Лєднєв; род. 7 апреля 1998, Сквира, Киевская область) — украинский футболист, полузащитник житомирского «Полесья». Играл за молодёжную сборную Украины.

## Клубная карьера
Родился 7 апреля 1998 года в городе Сквира Киевской области.
Выступал в детско-юношеской футбольной лиге Украины за киевские клубы «Динамо» и «Атлет», а также за днепропетровский «Днепр». С 2010 года по 2015 год провёл в ДЮФЛ более шестидесяти матчей и забил двадцать голов. В июле 2015 года вместе с командой завоевал третье место в чемпионате ДЮФЛ для игроков до 17 лет.
Перед началом сезона 2015/16 Леднев был переведён в юношескую команду «Днепра», которая выступала в чемпионат Украины среди юношеских команд. В следующем сезоне футболист начал выступать также в молодёжном чемпионате Украины.
Летом 2016 года полузащитник побывал на просмотре в испанской «Малаге», однако в итоге перешёл в киевское «Динамо». Играл за юношескую и молодёжную команду киевлян. В декабре 2016 года «Динамо» заключило с ним новый контракт до 31 декабря 2020 года. В сезоне 2016/16 играл в Юношеской лиге УЕФА, где провёл 7 игр и забил 6 мячей, а «Динамо» дошло до 1/8 финала. С юношеской командой Леднев завоёвывал победу по итогам сезона 2016/17.
Дебют в основной команде «Динамо» состоялся 25 октября 2017 года в игре 1/8 финала Кубка Украины против «Александрии». Леднев вышел в конце дополнительного времени вместо Виталия Миколенко, а матч завершился победой «динамовцем» со счётом (3:2). По итогам сезона 2017/18 Богдан Леднев с шестнадцатью забитыми голами стал лучшим бомбардиром молодёжного чемпионата. В составе молодёжной команды «Динамо» в сезоне 2016/17 становился победителем, в сезоне 2017/18 — серебряным призёром турнира.
В июне 2018 года главный тренер «Динамо» Александр Хацкевич взял Леднева на сборы вместе с основной командой. Спустя месяц он отправился в аренду в луганскую «Зарю». Дебют в чемпионате Украины состоялся 4 августа 2018 года в игре против одесского «Черноморца» (1:1). В квалификации Лиги Европы молодой полузащитник провёл три игры. Во время домашней игре против немецкого «РБ Лейпциг» (0:0), Леднев заработал красную карточку уже на 16-й минуте встречи, тем самым стал вторым самым быстро удаленным футболистом в истории украинских клубов в еврокубках. Свой первый гол в чемпионате Украины 2 сентября 2018 года Богдан Леднев забил в игре против клуба «Арсенал-Киев» (5:0). Летом 2020 года вернулся в «Динамо». 25 августа 2020 года в составе «Динамо» завоевал свой первый трофей на взрослом уровне — Суперкубок Украины .

## Карьера в сборной
Дебют в юношеской сборной Украины до 17 лет состоялся 2 марта 2015 года в игре против Израиля (0:0).
В декабре 2015 года начал привлекаться в сборную Украины до 19 лет тренером Владимиром Цыткиным. Выступал на таких турнирах как Slovakia Cup и Мемориал Стевана Вилотича. В рамках квалификации на чемпионат Европы 2017 провёл шесть игр.
В августе 2017 года Александр Головко пригласил Леднева в состав молодёжной сборной Украины. Дебют состоялся 1 сентября 2017 года в матче отбора на чемпионат Европы 2019 против сборной Латвии. Полузащитник отметился забитым голом в поединке, который завершился ничьей (1:1).

## Достижения

### Командные
«Динамо» (Киев)
- Чемпион Украины: 2020/21
- Обладатель Кубка Украины: 2020/21
- Обладатель Суперкубка Украины: 2020

### Молодёжные
- Победитель молодёжного чемпионата Украины: 2016/17
- Серебряный призёр молодёжного чемпионата Украины: 2017/18
- Победитель юношеского чемпионата Украины: 2016/17

### Личные
- Лучший игрок месяца чемпионата Украины: октябрь 2019
- Лучший бомбардир молодёжного чемпионата Украины: 2017/18